# Minuartia rosei
Minuartia rosei är en nejlikväxtart som först beskrevs av Bassett Maguire och Barneby, och fick sitt nu gällande namn av J. Mcneill. Minuartia rosei ingår i släktet nörlar, och familjen nejlikväxter. Inga underarter finns listade i Catalogue of Life.